# Sarabetsu
Sarabetsu (jap. 更別村 Sarabetsu-mura) – wieś w Japonii, w prefekturze Hokkaido, w podprefekturze Tokachi. Według danych na rok 2020 miejscowość zamieszkiwało 3 080 mieszkańców , a gęstość zaludnienia wyniosła 17,4 os./km².